# Leicht
Leicht — немецкий производитель кухонной мебели. По опросам, проводимым в 2015 году институтом маркетинговых исследований GfK, «Leicht» был признан «самой продаваемой премиум-маркой в Германии».

## История компании
В 1928 году братья Алоис и Йозеф Ляйхт открыли в Швебиш-Гмюнде частную мастерскую. Основатели семейного бизнеса сразу определили свою нишу — производство высококачественной мебели. В своей столярной мастерской братья изготавливали оригинальные кухонные буфеты и другую мебель из дерева.
Братья Ляйхт внедряли в производство собственные разработки, которые оказывали влияние на развитие мебельной индустрии в целом. Например, они стали выпускать мебель Leicht с роликовыми направляющими, придумали комбинированные системы выдвижных ящиков. В 1940-х фирма «Leicht» стала выпускать серии кухонь различных размерных сеток. В 1954 году в каталоге появилась навесная кухонная система, получившая название «Колора».
Важным событием является участие в 1968 году в Кёльнской мебельной выставке. Покупателям и экспертам была представлена первая «кухня из пробирки» — кухонная система из пластика.
В октябре 2014 года в штаб-квартире компании была открыта экспозиция площадью 1500 м² с открытой кухней и террасой на крыше.

## Современность
Фирма Leicht неоднократно получала международные награды, становилась лауреатом престижных премий. Немецкая ассоциация производителей качественной мебели DGM отметила кухонные системы Leicht знаком качества Golden M. На фабрике используются двусторонние производственные линии, благодаря которым кухонные элементы изготавливаются серийно: обрабатывается целая партия, при этом каждая деталь получает «индивидуальные черты». Это технология получила название «Серия — 1 деталь». Leicht использует различные материалы: рабочая поверхность столов кухонных систем может быть выполнена из искусственного камня, массива древесины, гранита, керамики, стали, композитных элементов и проч.